# Hanna Glas
Hanna Erica Maria Glas (* 16. April 1993 in Sundsvall) ist eine schwedische Fußballspielerin, die seit September 2024 bei Seattle Reign FC unter Vertrag steht.

## Karriere

### Vereine
Glas begann in ihrem Geburtsort beim ansässigen Sundsvalls DFF in der Norrettan, der seinerzeit zweithöchsten Spielklasse im schwedischen Frauenfußball, mit dem Fußballspielen. Für den Zweitligisten bestritt sie von 2009 bis 2012 43 Punkt- und acht Pokalspiele, in denen sie jeweils zwei Tore erzielte.
2013 wechselte sie zum Erstligaaufsteiger Sunnanå SK, für den sie jedoch aufgrund eines im März erlittenen Kreuzbandrisses nicht zum Einsatz kam. Da der Verein am Saisonende als Letztplatzierter in die Elitettan, der zweithöchsten Spielklasse, absteigen musste, wechselte sie zum Erstligisten Umeå IK.
Für den Verein, der zwischen 2000 und 2008 sieben Meistertitel gewann, bestritt sie 2013 zwei Pokalspiele, ehe sie in der Spielzeit 2014 ihre ersten 16 Spiele in der Damallsvenskan, der höchsten Spielklasse bestritt und ihr erstes Tor erzielte; im Pokalwettbewerb erzielte sie in fünf Begegnungen zwei Tore. In den beiden folgenden Spielzeiten erzielte sie ein Tor in 27 Punktspielen und zwei Tore in einem Pokalspiel. Mit Beendigung der Spielzeit am 5. November 2016 belegte ihr Verein den vorletzten Platz und musste in die zweite Liga absteigen.
Daraufhin erfolgte mit 1. Januar 2017 der Wechsel zu Eskilstuna United, für den sie bis August 2018 ein Tor in 38 Punktspielen erzielte und im September, noch in der laufenden Saison, vom französischen Erstligisten Paris Saint-Germain verpflichtet wurde.
Ihr Pflichtspieldebüt für ihren neuen Verein, für den sie 14 Punktspiele bestritt, gab sie am 30. September 2018 (5. Spieltag) beim 1:1-Unentschieden im Heimspiel gegen OSC Lille von Beginn an, bevor sie in der 58. Minute für Perle Morroni ausgewechselt wurde; ihr erstes Tor erzielte sie am 1. Dezember 2018 (12. Spieltag) beim 2:0-Sieg im Heimspiel gegen ASJ Soyaux mit dem Treffer zum 1:0 in der 59. Minute. Was ihr während der Zeit in Schweden nicht gelang – mit dem dritten Platz 2017 mit Eskilstuna United verpasste sie ihre erste Teilnahme an der UEFA Women’s Champions League 2018/19 denkbar knapp – gelang nunmehr mit Paris Saint-Germain. Am 17. Oktober 2018 debütierte sie im Achtelfinalhinspiel beim 2:0-Sieg in Linköping beim ortsansässigen Linköpings FC.
Am 14. April 2020 gab der FC Bayern München die Verpflichtung der Spielerin ab der Saison 2020/21 bekannt. Ihr Bundesligadebüt gab sie am 6. September 2020 (1. Spieltag) beim 6:0-Sieg im Heimspiel gegen den SC Sand. Ihr erstes Bundesligator erzielte sie am 4. Oktober 2020 (4. Spieltag) beim 2:0-Sieg im Auswärtsspiel gegen die SGS Essen mit dem Tor zum 1:0 in der 36. Minute.
Am 7. Februar 2023 bestätigte Glas ihren sofortigen Wechsel zum US-amerikanischen Erstligisten Kansas City Current. Sie verpasste die gesamte Spielzeit aufgrund des Genesungsprozesses ihrer erlittenen Kreuzbandverletzung. Am 2. September erhielt ihr bisheriger Verein Transfergelder in Höhe von 10.000 US-Dollar für den Austausch von Glas an den Seattle Reign FC.

### Nationalmannschaft
Glas durchlief die schwedischen Juniorinnen-Nationalmannschaften und wurde mit der U-19-Mannschaft 2012 Europameister. Es dauerte aber bis zum 19. Januar 2017 zu ihrem ersten Einsatz in der A-Nationalmannschaft, den sie bei einer 1:2-Niederlage gegen die Nationalmannschaft Norwegens hatte. Sie stand dann auch im Kader für die EM 2017, saß aber in den vier Spielen, nach denen die EM für Schweden beendet war, nur auf der Bank. 2018 kam sie in neun Spielen zum Einsatz, davon zwei im Turnier um den gewonnenen Algarve-Cup und in vier Spielen der Qualifikation für die WM 2019. In den ersten sechs Spielen 2019 wurde sie fünfmal eingesetzt.
Am 16. Mai wurde sie auch für die WM nominiert. Bei der WM wurde sie in allen sieben Spielen eingesetzt, wobei sie nur im Gruppenfinale gegen die USA nicht in der Startelf stand und erst nach 64 Minuten für MannschaftskapitänCaroline Seger eingewechselt wurde. In allen anderen Spielen stand sie die volle Spielzeit auf dem Platz. Als Gruppenzweite erreichten sie die K.-o.-Runde, in der sie im Achtelfinale mit 1:0 gegen die Nationalmannschaft Kanadas gewannen. Im Viertelfinale gewannen die Schwedinnen nach 24 Jahren wieder ein Pflichtspiel gegen die Nationalmannschaft Deutschlands und qualifizierten sich damit für das olympische Fußballturnier 2020. Im Halbfinale unterlagen sie Europameister Niederlande nach Verlängerung, konnten dann aber das Spiel um Platz 3 gegen die Nationalmannschaft Englands gewinnen. Für das vom 21. Juli bis 7. August 2021 in Japan stattfindende olympische Fußballturnier wurde sie für den Nationalmannschaftskader nominiert. Bei den Spielen wurde sie in zwei Gruppenspielen sowie den drei K.-o.-Spielen eingesetzt. Am Ende sprang für die Schwedinnen wie 2016 die Silbermedaille heraus, da im finalen Elfmeterschießen vier Schwedinnen ihren Elfmeter nicht verwandeln konnten.
In den ersten fünf Spielen der Qualifikation für die WM 2023 wurde sie viermal eingesetzt. Am 15. Oktober 2024 erklärte sie ihr Karriereende in der Nationalmannschaft, um sich ausschließlich auf ihre Vereinskarriere zu konzentrieren.

## Erfolge
Nationalmannschaft
- Dritte der Weltmeisterschaft 2019
- Olympische Silbermedaille 2020
- Algarve-Cup-Siegerin 2018 (gemeinsam mit den Niederlanden)[10]
- U-19-Europameisterin 2012

Vereine 
- Deutsche Meisterschaft 2021